# Jean Purdy
Jean Marian Purdy (ur. 25 kwietnia 1945 w Cambridge, zm. 16 marca 1985 tamże) – brytyjska pielęgniarka, embriolożka i pionierka leczenia niepłodności. Wraz z Robertem Edwardsem i Patrickiem Steptoe była odpowiedzialna za badania nad zapłodnieniem in vitro, była współzałożycielką Bourn Hall Clinic, gdzie prowadzono te badania. Jej rola w rozwoju badań nad IVF została uznana dopiero po 2010.

## Życiorys
Była córką George'a Roberta Purdy'ego, technika w Cavendish Laboratory, i gospodyni domowej Gladys May Southgate. Miała starszego brata Johna.
W latach 1956–1963 uczyła się w Cambridgeshire High School for Girls. Była członkinią drużyn sportowych i grała na skrzypcach w orkiestrze. W Addenbrooke's Hospital w Cambridge ukończyła szkolenie pielęgniarskie.
Pracowała w Southampton General Hospital, następnie w Papworth Hospital w Cambridgeshire. W 1968 w Physiological Laboratory w Cambridge została asystentką badawczą fizjologa Roberta Edwardsa.
W 1968 Edwards rozpoczął współpracę z położnikiem i ginekologiem Patrickiem Steptoe, który wprowadził laparoskopię w ginekologii na terenie Wielkiej Brytanii. Była techniczką laboratoryjną i badała zapłodnienia in vitro, obserwując każdy przypadek i notując szczegóły. Więcej czasu spędzała w laboratorium w Oldham, rejestrując wyniki monitorowania endokrynologicznego, organizując sprzęt i materiały laboratoryjne oraz wykonując różne testy. Czasem samodzielnie zarządzała laboratorium.
Była jedyną osobą poza amerykańskim naukowcem Josephem Schulmanem, którą Edwards wpuścił do swojego laboratorium. W 1969 pojechała z Edwardsem do Kalifornii na badania. Jej rola w badaniach była na tyle znacząca, że gdy wzięła urlop z powodu opieki nad matką, prace wstrzymano.
Z powodu nieprzychylności krajowej agencji Medical Research Council, która odrzuciła wniosek o dofinansowanie badań, oraz z powodu depresji Edwardsa, w 1974 Purdy umożliwiono porzucenie badań i pracę nad innym projektem. Ona jednak zachęciła Edwardsa do kontynuowania badań.
Jako pierwsza zauważyła rozwój zapłodnionej komórki jajowej oraz zidentyfikowała i opisała powstawanie blastocyst. W rezultacie pierwsze dziecko z zapłodnienia in vitro, Louise Joy Brown, urodziło się 25 lipca 1978 w Oldham. Sukces zespołu złożonego z Edwardsa, Purdy i Steptoe zmusił MRC do sponsorowania ich badań. W celu szkolenia nowych specjalistów w 1980 założono klinikę Bourn Hall. Wybór nieruchomości zaproponowała Purdy. Badaczka została dyrektorką techniczną kliniki. Była współautorką 26 artykułów naukowych napisanych wspólnie ze Steptoe i Edwardsem i opublikowanych w latach 1970–1985. To ona w dniu pobrania komórek jajowych i plemników kontaktowała się z potencjalnymi matkami i ojcami. Gdy pracowała w klinice, metodą in vitro poczęto 370 dzieci.
Przyjaciele i współpracownicy zapamiętali ją jako skromną i łagodną. Równoważyła silne charaktery Edwardsa i Steptoe'a. Była głęboko wierzącą chrześcijanką, odrzucającą krytykę zapłodnienia in vitro ze strony Kościoła rzymskokatolickiego, który potępiał jej pracę.
Zmarła w wieku 39 lat w szpitalu Addenbrooke's Hospital z powodu czerniaka złośliwego. Chorowała krótko. W tym czasie w Bourn Hall zorganizowano jej przestrzeń, gdzie mogła pracować. Została pochowana w Grantchester w Cambridgeshire obok matki i babci.

## Upamiętnienie
Jej wkład w badania nad zapłodnieniem in vitro został zapomniany przez opinię publiczną i środowisko naukowe, na co wpłynęły jej przedwczesna śmierć, jej rola jako techniczki laboratoryjnej i to, że była kobietą. W 2010 Edwards otrzymał Nagrodę Nobla w dziedzinie fizjologii lub medycyny za pracę nad rozwojem zapłodnienia in vitro. Nagroda nie jest przyznawana pośmiertnie, więc kandydatur Purdy i Steptoe'a nie rozpatrywano.
W 1980 na ścianie kliniki Bourn Hall planowano umieścić tablicę pamiątkową upamiętniającą badania nad zapłodnieniem in vitro. Edwards zaprotestował, gdy na tekście zaaprobowanym przez administratorów budynku zabrakło nazwiska Purdy, ale jego sprzeciw zlekceważono. W 1981 Edward wysłał skargę w tej sprawie do Oldham NHS Trust. W wydanej w 1989 autobiografii Edwards podkreślił znaczenie Purdy w badaniach nad in vitro, podkreślając, że zespół badawczy tworzyły trzy osoby. W 1998 podczas wykładu z okazji 20. rocznicy klinicznego zapłodnienia in vitro oddał hołd Jean Purdy, podkreślając, że była częścią zespołu badawczego.
Udział i znaczenie Jean Purdy w badaniach nad in vitro uznano po opublikowaniu prac Edwardsa.
W 2015 prof. Andrew Steptoe z Royal Society of Biology, syn Patricka Steptoe, odsłonił niebieską tablicę upamiętniającą trzy osoby zaangażowane w rozwój zapłodnienia in vitro: Purdy, Steptoe'a i Edwardsa. W 2018, w 40. rocznicę zapłodnienia in vitro, w Bourn Hall odsłonięto pomnik Jean Purdy, „pierwszej na świecie pielęgniarki i embriolożki odpowiedzialnej za zapłodnienie in vitro, współzałożycielki Bourn Hall Clinic”. W uroczystości brała udział m.in. Louise Joy Brown.
University College London przyznaje nagrodę imienia Jean Purdy (MRes Reproductive Science and Women’s Health).

## W popkulturze
Prace Purdy, Edwardsa i Steptoe'a pokazano w sztuce A Child of Science Garetha Farra. Premiera odbyła się 2024 w Bristol Old Vic. Postać Jean Purdy zagrała Meg Bellamy.
W filmie Joy (2024) rolę Jean Purdy zagrała Thomasin McKenzie. Film jest hołdem ze strony scenarzysty Jacka Thorne'a i jego partnerki Rachel Mason, scenarzystki, dla zespołu badającego zapłodnienie in vitro. Syn pary urodził się dzięki IVF.

## Zobacz także
- Zjawisko Matyldy